# Kjeller
Kjeller est située près de Lillestrøm dans la kommune de Skedsmo en Norvège, ceci à 25 km au nord d'Oslo.
Historiquement, Kjeller était le lieu de construction d'aéronefs. L'entreprise de télécommunications Telenor y avait son centre de recherche jusqu'en 2001 avant que la majorité de ses employés aillent à Fornebu. En automne 2003, une université (d'Akershus) a été ouverte sur le lieu de l'ancienne entreprise d'une capacité de 3 700 étudiants.
En 1951, un réacteur nucléaire de recherche y fut construit, projet joint entre les Pays-Bas et la Norvège.